# Berejanî, Kalînivka
Berejanî (în ucraineană Бережани) este o comună în raionul Kalînivka, regiunea Vinnița, Ucraina, formată numai din satul de reședință.

## Demografie
Componența lingvistică a satului Komunarivka
     Ucraineană (99,38%)
     Alte limbi (0,62%)
Conform recensământului din 2001, majoritatea populației satului Komunarivka era vorbitoare de ucraineană (99,38%), existând în minoritate și vorbitori de alte limbi.